# Гераїмчук Іван Андрійович
Гераїмчук Іван Андрійович  — майор Національної поліції України, відзначився у ході російського вторгнення в Україну.

## Життєпис
Іван Гераїмчук народився 1981 року на Житомирщині.
З кінця 1990-х років служив у органах внутрішніх справ. В останні роки працював інспектором з реагування патрульної поліції СПД № 1 Коростенського РУП на Житомирщині. 27 лютого 2022 року поліцейські СПД № 1 Коростенського РУП перевіряли інформацію про диверсійну діяльність у прикордонному районі Житомирщини неподалік селища Народичів. Під час затримання російські диверсанти обстріляли службові автомобілі поліцейських. Майор поліції Іван Гераїмчук та майор поліції Володимир Солодчук, загинули. Ще троє, серед яких представник громадського формування, отримали поранення.

## Нагороди
- орден «За мужність» III ступеня (2022, посмертно) — за особисту мужність і самовіддані дії, виявлені у захисті державного суверенітету та територіальної цілісності України, вірність військовій присязі.